# Dones a l'Iran

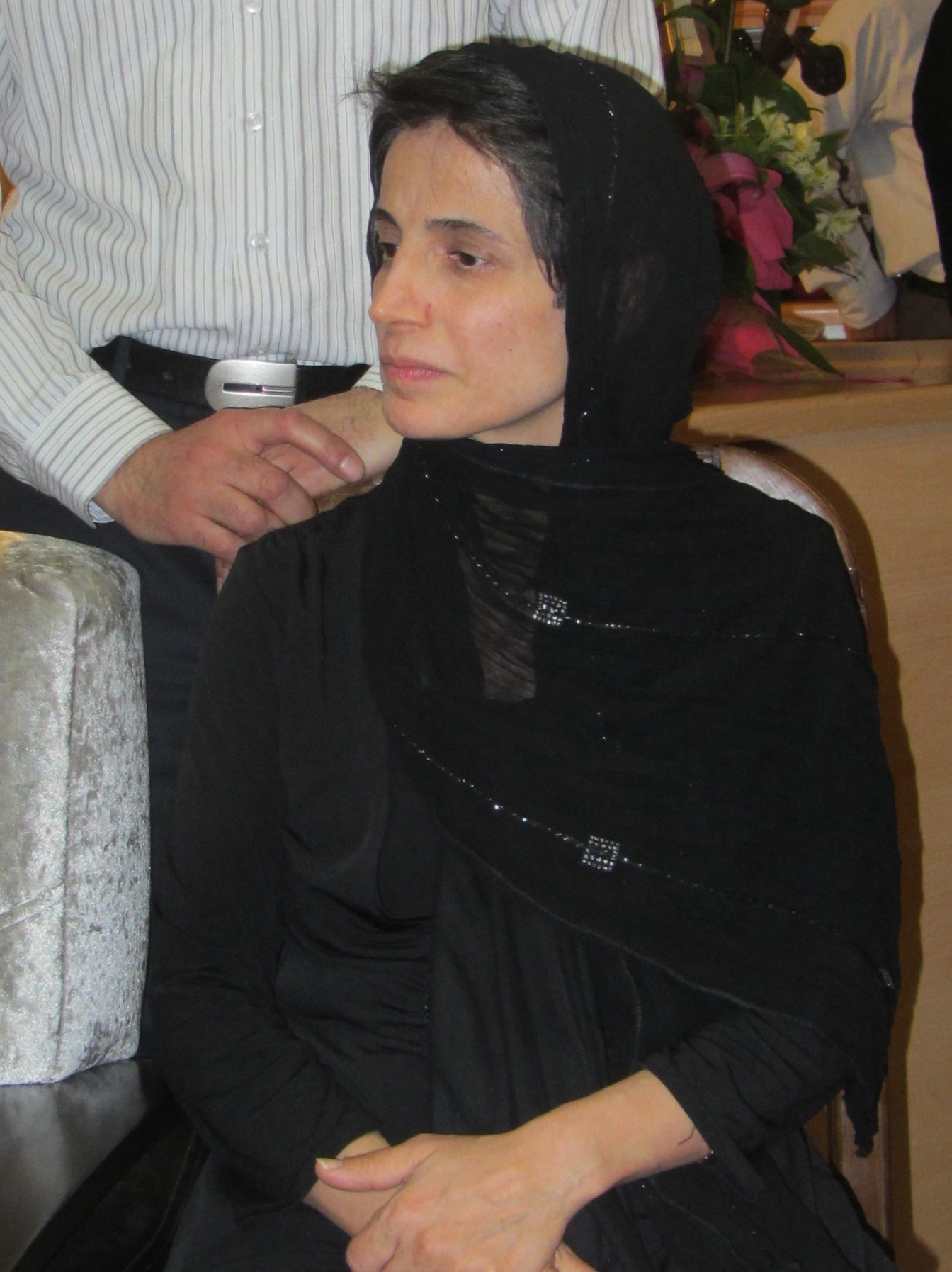
Nasrin Sotoudeh, advocada de drets humans.

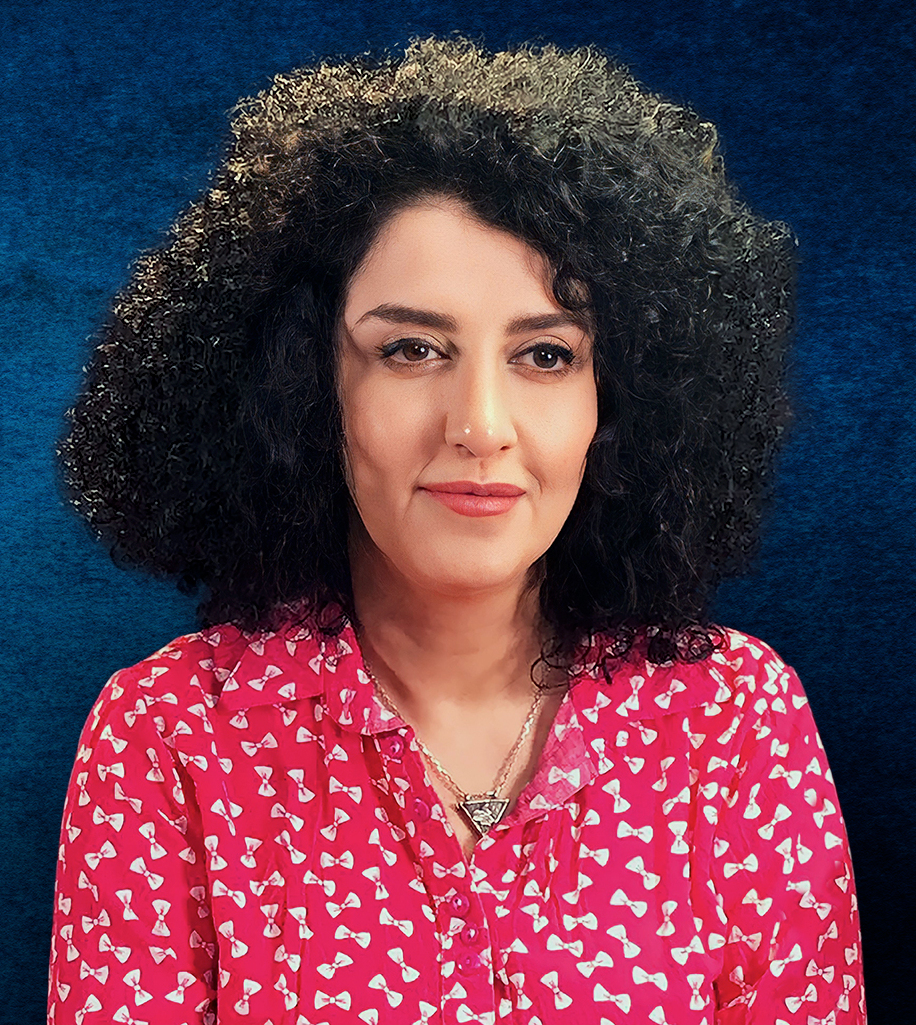
Narges Mohammadi, activista pels drets humans, i Premi Nobel de la Pau 2023

Les dones a l'Iran han estat històricament subjectes a un sistema de lleis i pràctiques socials que han limitat els seus drets i llibertats en diversos àmbits. Des de la Revolució Islàmica de 1979, el règim de la República Islàmica ha imposat una sèrie de lleis que regulen la seva vestimenta, conducta i llibertats individuals, com la llei que obliga a portar el vel o hijab en públic. Aquestes lleis han estat objecte de resistència per part de moltes dones a l'Iran, que han lluitat per aconseguir una major igualtat i llibertat. Figures com Shirin Ebadi, Premi Nobel de la Pau 2003, han estat claus per denunciar aquestes injustícies i per promoure la lluita pels drets de les dones en un país marcat per la interpretació inflexible i conservadora de l'Islam.

## Lluites contra l'obligatorietat del vel
Una de les formes més visibles de protesta és la lluita contra l'obligatorietat del vel. Al llarg dels anys, moltes dones a l'Iran han desafiat aquesta norma, utilitzant la desobediència civil com a eina per expressar el seu desacord amb les lleis discriminatòries. Aquest desafiament ha estat especialment intensificat a principis dels anys 20 del segle xxi, amb l'aparició de moviments de protesta com el que va començar després de la mort de Jina Mahsa Amini el 2022, a mans de la policia de la moral. La seva mort, després de ser arrestada per no portar el hijab segons els estàndards governamentals, va generar una onada de protestes massives a tot el país, amb un fort lideratge femení en la lluita per la igualtat de drets i per la llibertat personal. Aquest moviment ha estat un dels majors desafiaments al règim teocràtic instaurat el 1979.
Aquestes protestes, conegudes com el moviment Dona, Vida, Llibertat, han estat un dels majors desafiaments al règim. Les dones a l'Iran han liderat accions simbòliques i reivindicatives, que inclouen el retirament públic del vel, l'exhibició de cabells lliures i altres formes de desafiament contra les lleis que imposen la castedat i el control sobre el cos femení. Aquest moviment ha estat un clar senyal de la persistència i la resistència de les dones iranianes davant d'un sistema que busca controlar la seva autonomia. Aquestes lluites s'enfronten sovint a l'oposició dels sectors més conservadors i extremistes, que acusen les activistes de ser "enemigues de l’Islam" o d’"heretgia".

## Discriminació legal i desigualtats socials
La discriminació legal i les desigualtats socials que pateixen les dones a l'Iran van molt més enllà de l'obligatorietat del hijab. Després de la Revolució Islàmica de 1979, les lleis iranianes van institucionalitzar una discriminació que impacta profundament les seves vides. Segons aquestes normatives, el testimoni d’una dona té un valor legal equivalent a la meitat del d’un home, i els seus drets hereditaris també són significativament inferiors. Aquestes desigualtats es fan igualment paleses en molts altres àmbits: tot i que les dones constitueixen el 63% de la població universitària, la seva taxa d'atur triplica la dels homes, evidenciant que el talent femení continua sent exclòs i menystingut en el món laboral. Aquestes lleis perpetuen la creença que les dones no són capaços de prendre decisions racionals sobre les seves pròpies vides i les seves famílies.
Tot i que les dones a l'Iran han aconseguit algunes millores en els seus drets, com ara l'accés a l'educació i a certs sectors laborals, continuen lluitant contra un sistema de lleis que segueix establert per mantenir el seu sotmetiment. Gràcies a la pressió de la societat civil i de les activistes, s'han aconseguit alguns avenços. La prohibició que una dona fos jutgessa va ser revocada. També es va reformar una llei que obligava els fills a abandonar la mare després del divorci per anar a viure amb el pare.
El règim iranià, però, va intensificar el control sobre les dones amb la creació de noves unitats de policia moral formades per agents de paisà, que supervisen el compliment de l’estricte codi islàmic en la indumentària i el comportament. Aquestes forces no fan detencions directes, sinó que recopilen informació sobre presumptes infraccions per informar les autoritats, dificultant que les dones puguin esquivar la repressió. Les mesures, que van generar crítiques dins i fora del país, reflectien la tensió entre sectors conservadors i defensors de les llibertats, i responien a la por de les elits reaccionàries a perdre poder en un context de canvis socials.
Les dones a l'Iran s'enfronten a un clima de por generat per les accions repressives del govern, com es va evidenciar en els atacs a les escoles, on moltes alumnes van ser enverinades després de les protestes. Aquests actes de càstig col·lectiu, tot i que no se sap amb certesa qui els va dur a terme, van crear un ambient de temor generalitzat, especialment entre les noies joves, que no només temen la repressió política, sinó també la violència a les seves institucions educatives.

## Perspectiva feminista interseccional
Un aspecte fonamental en l'anàlisi de l'opressió de les dones a l'Iran és la perspectiva feminista interseccional, que revela que les experiències de discriminació són diverses i varien segons factors com el gènere, l'ètnia, la classe social i la religió. Per exemple, les dones azerbaidjanes, que parlen una llengua diferent del persa, enfronten dificultats addicionals per accedir a la justícia i als serveis socials. La seva situació es complica per les barreres lingüístiques i culturals, que no només dificulten la seva integració al sistema legal, sinó que també les exposen a una doble opressió: la de gènere i la discriminació ètnica. En un context on el persa és la llengua oficial, aquestes dones pateixen una marginació extra, ja que el sistema legal no facilita l'accés a la defensa dels seus drets ni una comunicació efectiva. Així, la necessitat de comunicar-se en una llengua estranya les posa en una situació de vulnerabilitat encara més gran.

## Les dones iranianes i la cultura popular

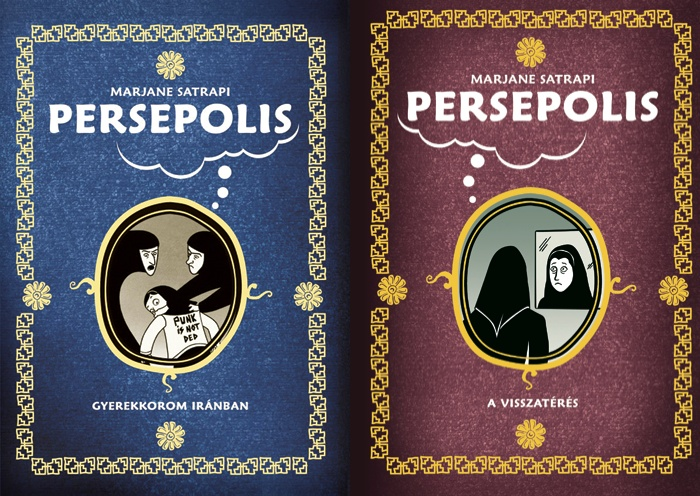
Persèpolis de Marjane Satrapi

Les dones iranianes han tingut un paper fonamental en la cultura popular del país, destacant en el cinema, la literatura i l'activisme. A la literatura gràfica, Persèpolis de Marjane Satrapi tracta les dificultats de créixer en un Irán marcat per la Revolució i la repressió. La seva adaptació cinematogràfica va obtenir un gran reconeixement internacional, tot i la controvèrsia sobre com l'adaptació de la novel·la abordava els temes relacionats amb el context polític i social del país.
Després de Persépolis, Satrapi va continuar sent una veu rellevant, especialment amb la seva obra de 2024, Dona vida llibertat, una novel·la gràfica que il·lustra la lluita feminista i la resistència, i que explora la història contemporània de l’Iran a través d’una obra col·lectiva que ella mateixa va dirigir.
Pel que fa al cinema, pel·lícules com Offside del director Jafar Panahi reflecteixen la resistència femenina, tot narrant la història d’una jove que es disfressa d’home per poder assistir a un partit de futbol, una activitat prohibida per a les dones a l'Iran. Tot i que la pel·lícula no es va distribuir al país, va rebre el premi del jurat al Festival de Berlín, destacant les lluites de les dones iranianes per la igualtat. D’altres cineastes com Solmaz Gholami i Elika Abdollahi han donat a conèixer les realitats de les dones iranianes en curtmetratges com Seven minutes and thirty-one seconds (2021) i Pass (2022).
El crit de les dones iranianes ha ressonat més enllà de les seves fronteres, utilitzant la música, la poesia i les arts visuals com a canals per visibilitzar les seves reivindicacions. El documental Nosaltres, les dones iranianes, dirigit per Sabina Fedeli i Anna Migotto, recull els testimonis de les protestes per la mort de Mahsa Amini, posant de manifest la brutalitat policial i el paper de les dones exiliades en aquest context de resistència.
D'altra banda, Spotify va llançar la llista Dones de l'Iran, amb cançons d'artistes com Shervin Hajipour i Sevdaliza, per donar visibilitat a la lluita de les dones iranianes.